# Partit Comunista de la República Socialista Federativa Soviètica de Rússia
El Partit Comunista de la República Socialista Federativa Soviètica de Rússia (en rus: Коммунистическая партия Российской Советской Федеративной Социалистической Республики, КП РСФСР; Kommunistícheskaya pártiya Rossíyskoy Sovetskoy Federatívnoy Sotsialistícheskoy Respúbliki, KP RSFSR) va ser la branca a nivell regional del PCUS a la RSFS de Rússia i posteriorment un partit comunista de la Rússia post soviètica.

## Història
Malgrat la RSFS de Rússia no va tenir mai branca regional pròpia al llarg de la seva història, a la darrera etapa sectors contraris a les polítiques de Mikhaïl Gorbatxov va llançar una campanya per promoure-la amb l'objectiu d'agrupar els opositors i tenir major marge de maniobra dins del PCUS. Gorbatxov, tot i intentar impedir la creació del nou partit, no va reeixir i es van iniciar els preparatius per al Congrés. Aquest es va dividir en dues sessions, entre les quals se celebraria també el 28è i darrer Congrés del PCUS.
Així, la primera sessió es va inaugurar a Moscou el 19 de juny de 1990, participant 2.768 delegats. Hi havia tres candidats per a assumir el càrrec de Primer Secretari, Valentí Kuptsov, recolzat per Gorbatxov, Iván Polozkov, de línia ortodoxa, i Oleg Lóbov, Segon Secretari del Partit Comunista d'Armènia. El primer va rebre només 343 vots a favor, mentre que 2.278 delegats van votar en contra. Polozkov va obtenir 1.017 vots a favor i 1.604 en contra, mentre que Lóbov va obtenir 848 vots a favor i 1.773 vots en contra. Es va celebrar una segona volta entre Polozkov i Lóbov. Polozkov va ser elegit amb 1.396 contra 1.066 de Lóbov. La primera sessió del Congrés fundador va concloure el 23 de juny de 1990. Posteriorment Polozkov va intentar distanciar-se dels elements més durs (representats per Nina Andréieva) i va buscar la conciliació amb Gorbatxov i Borís Ieltsin.
El Congrés va reunir-se en Segona Sessió del 4 al 6 de setembre de 1990. Aquesta va triar 272 membres del Comitè Central i 96 membres de la Comissió de Control Central per al partit. Per aleshores, la lluita política s'havia aguditzat; Polozkov va cridar als comunistes de la RSFSR a oposar-se a la restauració del capitalisme per part del govern de Ieltsin. El Partit tenia, llavors, al voltant del 40% dels escons en el recent format Soviet Suprem de la RSFSR. Així però, d'igual manera que dins el PCUS, el partit mantenia sectors reformistes, de línia dura i nacionalistes. Polozkov va tenir un paper important en definir el paper del partit com a força de l'oposició antiperestroika. No obstant això, el seu estil de lideratge va ser més aviat passiu i va provocar crítiques per part de tothom.
El partit es va convertir més endavant en membre del Consell Coordinador de Forces Patriòtiques, que va fer campanya per una Unió Soviètica unificada en el referèndum de març de 1991. Ja a l'agost Polozkov va ser finalment destituït del seu càrrec, després d'haver anomenat traïdor a Gorbatxov tres dies abans. Valentí Kuptsov, de perfil moderat, va ser nomenat nou primer secretari del partit.
A la tardor del 1991, Ieltsin va emetre tres decrets presidencials que van resultar en la dissolució del PCUS i del partit rus, però segons Kuptsov va persuadir-lo d'aplicar-lo al segon, mantenint de facto la seva feina com a Primer Secretari fins a la restauració efectiva del Partit en el Segon Congrés Extraordinari del 14 de febrer de 1993, en el qual modificaria el seu nom a Partit Comunista de la Federació Russa.